# Auburndale (Floryda)
Auburndale – miasto w Stanach Zjednoczonych, w stanie Floryda, w hrabstwie Polk.